# Pectinia paeonia
Espèce
Statut CITES
Pectinia paeonia est une espèce de coraux appartenant à la famille des Merulinidae ou la famille Pectiniidae.